# Heterokrohnia davidi
Heterokrohnia davidi är en djurart som tillhör fylumet pilmaskar, och som beskrevs av David 1985. Heterokrohnia davidi ingår i släktet Heterokrohnia och familjen Eukrohniidae. Inga underarter finns listade i Catalogue of Life.